# شون ويذرلي
شون ويذرلي (بالإنجليزية: Shawn Weatherly)‏ (ولدت في 24 يوليو 1959) هي ممثلة وملكة جمال أمريكية.
توجت ملكة للجمال للولايات المتحدة وللكون في عام 1980، ومثلت في فيلم أكاديمية الشرطة 3، العودة إلى التمرين عام 1986، وفي الموسم الأول للمسلسل التلفزيوني باي ووتش (1989 – 1990).

## روابط خارجية
- شون ويذرلي على موقع IMDb (الإنجليزية)
- شون ويذرلي على موقع ألو سيني (الفرنسية)
- شون ويذرلي على موقع أول موفي (الإنجليزية)
- شون ويذرلي على موقع قاعدة بيانات الأفلام السويدية (السويدية)
- شون ويذرلي على موقع قاعدة بيانات الفيلم (الإنجليزية)
- شون ويذرلي على موقع كينوبويسك (الروسية)